# 112 Iphigenia
112 Iphigenia är en asteroid upptäckt 19 september 1870 av astronomen Christian Heinrich Friedrich Peters i Clinton, New York. Asteroiden har fått sitt namn efter Ifigenia inom grekisk mytologi.